# Ana Ivanović
Ana Ivanović (szerbül: Ана Ивановић; a férje után: Ana Schweinsteiger) (Belgrád, 1987. november 6. –) szerb hivatásos teniszezőnő, Grand Slam-tornagyőztes, olimpikon, összesen 12 hétig vezette a világranglistát.
Legnagyobb sikere a 2008-as Roland Garros megnyerése, ahol Gyinara Szafinát győzte le a döntőben, és ezután átvette a világelsőséget. Ezenkívül kétszeres Grand Slam-döntős: a 2007-es Roland Garros-on Justine Henin ellen, valamint 2008-ban a 2008-as Australian Openen Marija Sarapova ellen szenvedett vereséget. Pályafutása során 15 WTA tornát nyert meg, köztük három Tier I-es és két Premier kategóriájút is. Emellett öt ITF tornagyőzelmet aratott. 2005-ben és 2007-ben is őt választotta a WTA a legtöbbet fejlődött játékosnak, valamint 2007-ben megkapta a legsportszerűbb játékosnak járó díjat is. 2008-ban humanitárius munkájáért a WTA különdíjában részesült.
2006-tól volt Szerbia Fed-kupa-csapatának tagja. Szerbia képviseletében részt vett a 2012. évi londoni, valamint a 2016. évi riói olimpiai játékokon.
2007-től az UNICEF szerb jószolgálati nagykövete lett, Jelena Jankovićtyal együtt.
Ivanović az agresszív alapvonaljátékra épített, erőteljes és pontos tenyereseivel, ami a női mezőny egyik legjobbja volt, állandóan támadta ellenfelét. Később sokat fejlődött a röptejátéka is. Erős első adogatásra volt képes, ami sokszor megbízhatatlan volt, viszont alkalmanként a második szervájából is ászt ütött. Sok más támadó játékossal szemben nagyszerű lábmunkája volt, így hatékony volt a védekezése is.
2016. július 12-én összeházasodott Bastian Schweinsteiger német válogatott labdarúgóval. 2017. novemberben bejelentette, hogy első gyermeküket várják. 2019 augusztusában megszületett második fiúgyermekük is.
2016. december 28-án jelentette be visszavonulását. Döntését hosszan tartó, makacs sérülésével indokolta, amely már nem teszi lehetővé, hogy a saját maga elé tűzött magas színvonalon teniszezzen. Visszavonulása után a divat- és szépségiparban fog dolgozni, és több ideje lesz az UNICEF jószolgálati nagyköveti teendőinek ellátására.

## Grand Slam-döntői

### Győzelmei (1)
| Év   | Helyszín      | Ellenfél a döntőben | Eredmény a döntőben |
| 2008 | Roland Garros | Gyinara Szafina     | 6–4, 6–3            |

### Elvesztett döntői (2)
| Év   | Helyszín        | Ellenfél a döntőben | Eredmény a döntőben |
| 2007 | Roland Garros   | Justine Henin       | 1–6, 2-6            |
| 2008 | Australian Open | Marija Sarapova     | 5–7, 3–6            |

## WTA Finals (WTA Tour Championships)
| Verseny                | 2003  | 2004 | 2005 | 2006 | 2007 | 2008 | 2009 | 2010 | 2011 | 2012 | 2013 | 2014 | Karrier | Nyert-vesztett |
| ---------------------- | ----- | ---- | ---- | ---- | ---- | ---- | ---- | ---- | ---- | ---- | ---- | ---- | ------- | -------------- |
| WTA Tour Championships | 1/2 D | A    | A    | A    | A    | RR   | A    | A    | A    | A    | A    | RR   | 0 / 3   | 9–11           |

## WTA döntői

### Egyéni

#### Győzelmei (15)
| Összesítés           |                        |
| Grand Slam-torna (1) |                        |
| Tier I (3)           | Premier Mandatory* (0) |
| Tier II (3)          | Premier Five* (0)      |
| Tier III (0)         | Premier* (2)           |
| Tier IV (0)          | International* (5)     |
| Tier V (1)           | Challenger* (0)        |

* 2009-től megváltozott a tornák rendszere. Challenger tornákat 2012-től rendeznek.
 Az egymás mellett azonos színnel jelölt tornatípusok között nincs teljes mértékű megfelelés.
|     | Dátum                | Torna                                           | Borítás    | Ellenfél a döntőben     | Eredmény a döntőben |
| 1.  | 2005. január 10.     | Canberra Women’s Classic, Canberra              | Kemény     | Czink Melinda           | 7-5, 6-1            |
| 2.  | 2006. aug. 15.       | Rogers Cup, Montréal                            | Kemény     | Martina Hingis          | 6-2, 6-3            |
| 3.  | 2007. május 7.       | Qatar Telecom German Open, Berlin               | Salak      | Szvetlana Kuznyecova    | 3-6, 6-4, 7-6(4)    |
| 4.  | 2007. aug. 6.        | East West Bank Classic, Los Angeles             | Kemény     | Nagyja Petrova          | 7-5, 6-4            |
| 5.  | 2007. szept. 24.     | FORTIS Championships Luxembourg, Luxembourg     | Kemény (f) | Daniela Hantuchová      | 3-6, 6-4, 6-4       |
| 6.  | 2008. március 10.    | Pacific Life Open, Indian Wells                 | Kemény     | Szvetlana Kuznyecova    | 6-4, 6-3            |
| 7.  | 2008. június 7.      | Roland Garros, Párizs                           | Salak      | Gyinara Szafina         | 6-4, 6-3            |
| 8.  | 2008. október 26.    | Generali Ladies Linz, Linz                      | Kemény (f) | Vera Zvonarjova         | 6-2, 6-1            |
| 9.  | 2010. október 17.    | Generali Ladies Linz, Linz                      | Kemény (f) | Patty Schnyder          | 6-1, 6-2            |
| 10. | 2010. november 7.    | Commonwealth Bank Tournament of Champions, Bali | Kemény (f) | Alisza Klejbanova       | 6-2, 7-6(5)         |
| 11. | 2011. november 6.    | Commonwealth Bank Tournament of Champions, Bali | Kemény (f) | Anabel Medina Garrigues | 6-3, 6-0            |
| 12. | 2014. január 4.      | ASB Classic Auckland                            | Kemény     | Venus Williams          | 6-2, 5-7, 6-4       |
| 13. | 2014. április 6.     | Monterrey Open Monterrey                        | Kemény     | Jovana Jakšić           | 6-2, 6-1            |
| 14. | 2014. június 15.     | Egyesült Királyság AEGON Classic Birmingham     | Fű         | Barbora Strýcová        | 6-3, 6-2            |
| 15. | 2014. szeptember 21. | Toray Pan Pacific Open Tokió                    | Kemény     | Caroline Wozniacki      | 6-2, 7-6(2)         |

#### Elvesztett döntői (8)
|    | Dátum               | Torna                                | Borítás.    | Ellenfél a döntőben | Eredmény a döntőben |
| 1. | 2007. január 29.    | Toray Pan Pacific Open, Tokió        | Szőnyeg (f) | Martina Hingis      | 4-6, 2-6            |
| 2. | 2007. június 9.     | Roland Garros, Párizs                | Salak       | Justine Henin       | 1-6, 2-6            |
| 3  | 2008. január 26.    | Australian Open, Melbourne           | Kemény      | Marija Sarapova     | 5-7, 3-6            |
| 4  | 2009. március 22.   | BNP Paribas Open, Indian Wells       | Kemény      | Vera Zvonarjova     | 6-7(5), 2-6         |
| 5  | 2013. október 13.   | Generali Ladies Linz, Linz           | Kemény (f)  | Angelique Kerber    | 4–6, 6–7(6)         |
| 6  | 2014. április 27.   | Porsche Tennis Grand Prix, Stuttgart | Salak       | Marija Sarapova     | 6–3, 4–6, 6–3       |
| 7  | 2014. augusztus 17. | Western & Southern Open, Cincinnati  | Kemény      | Serena Williams     | 4-6, 1-6            |
| 8  | 2015. január 10.    | Brisbane International, Brisbane     | Kemény      | Marija Sarapova     | 7–6(4), 3–6, 3–6    |

### Páros

#### Elvesztett döntői (1)
|    | Dátum            | Torna                         | Borítás | Partner          | Ellenfelek a döntőben | Eredmény a döntőben |
| 1. | 2006. június 19. | Ordina Open, ’s-Hertogenbosch | Fű      | Marija Kirilenko | Jen Ce Cseng Csie     | 3-6, 6-2, 6-2       |

## Statisztikák
|                         | 2003 | 2004 | 2005  | 2006  | 2007  | 2008  | 2009  | 2010  | 2011  | 2012  | 2013  | 2014  | 2015  | 2016  | Karrier* |
| ----------------------- | ---- | ---- | ----- | ----- | ----- | ----- | ----- | ----- | ----- | ----- | ----- | ----- | ----- | ----- | -------- |
| Kemény pálya            | 1–1  | 11–3 | 26–8  | 24–11 | 23–10 | 26–12 | 16–10 | 27–14 | 24–13 | 25–14 | 28–17 | 38–12 | 20–13 | 8–7   | 297–145  |
| Füves pálya             | 0–0  | 0–1  | 9–4   | 5–2   | 6–2   | 2–1   | 3–2   | 1–2   | 6–3   | 5–2   | 1–2   | 7–1   | 1–2   | 0–0   | 46–24    |
| Szőnyegborítás          | 0–0  | 16–0 | 3–1   | 2–2   | 6–3   | 0–0   | 0–0   | 0–0   | 0–0   | 0–0   | 0–0   | 0–0   | 0–0   | 0–0   | 27–6     |
| Salakos pálya           | 11–4 | 10–1 | 2–1   | 4–3   | 16–3  | 10–2  | 5–2   | 5–4   | 2–4   | 7–5   | 11–4  | 13–4  | 7–4   | 5–4   | 108–45   |
| Nyert-vesztett meccsek  | 12–5 | 37–5 | 40–14 | 35–18 | 51–18 | 38–15 | 24–14 | 33–20 | 32–20 | 37–21 | 40–23 | 58–17 | 28–19 | 13–11 | 478–220  |
| Tornagyőzelem           | 0    | 5    | 1     | 1     | 3     | 3     | 0     | 2     | 1     | 0     | 0     | 4     | 0     | 0     | 20       |
| Világranglista-helyezés | 705  | 97   | 16    | 14    | 4     | 5     | 22    | 17    | 22    | 13    | 16    | 5     | 16    | 65    |          |

Világranglista-helyezések: év végén

* 2016. december 28-án

## Eredményei Grand Slam-tornákon

### Egyéni
| Grand Slam | Australian Open | Australian Open      | Roland Garros | Roland Garros         | Wimbledon | Wimbledon             | US Open     | US Open                 |
| Év         | Eredmény        | Utolsó ellenfél      | Eredmény      | Utolsó ellenfél       | Eredmény  | Utolsó ellenfél       | Eredmény    | Utolsó ellenfél         |
| 2004       | –               | –                    | –             | –                     | –         | –                     | sel. (1)    | Ljudmila Szkavronszkaja |
| 2005       | 3. kör          | Amélie Mauresmo      | Negyeddöntő   | Nagyezsda Petrova     | 3. kör    | Mary Pierce           | 2. kör      | Maria Vento-Kabchi      |
| 2006       | 2. kör          | Samantha Stosur      | 3. kör        | Anasztaszija Miszkina | 4. kör    | Amélie Mauresmo       | 3. kör      | Serena Williams         |
| 2007       | 3. kör          | Vera Zvonarjova      | Döntő         | Justine Henin         | Elődöntő  | Venus Williams        | 4. kör      | Venus Williams          |
| 2008       | Döntő           | Marija Sarapova      | Győzelem      | Gyinara Szafina       | 3. kör    | Cseng Csie            | 2. kör      | Julie Coin              |
| 2009       | 3. kör          | Alisza Klejbanova    | 4. kör        | Viktorija Azaranka    | 4. kör    | Venus Williams        | 1. kör      | Katerina Bondarenko     |
| 2010       | 2. kör          | Gisela Dulko         | 2. kör        | Alisza Klejbanova     | 1. kör    | Sahar Peér            | 4. kör      | Kim Clijsters           |
| 2011       | 1. kör          | Jekatyerina Makarova | 1. kör        | Johanna Larsson       | 3. kör    | Petra Cetkovská       | 4. kör      | Serena Williams         |
| 2012       | 4. kör          | Petra Kvitová        | 3. kör        | Sara Errani           | 4. kör    | Viktorija Azaranka    | Negyeddöntő | Serena Williams         |
| 2013       | 4. kör          | Agnieszka Radwańska  | 4. kör        | Agnieszka Radwańska   | 2. kör    | Eugenie Bouchard      | 4. kör      | Viktorija Azaranka      |
| 2014       | Negyeddöntő     | Eugenie Bouchard     | 3. kör        | Lucie Šafářová        | 3. kör    | Sabine Lisicki        | 2. kör      | Karolína Plíšková       |
| 2015       | 1. kör          | Lucie Hradecká       | Elődöntő      | Lucie Šafářová        | 2. kör    | Bethanie Mattek-Sands | 1. kör      | Dominika Cibulková      |
| 2016       | 3. kör          | Madison Keys         | 3. kör        | Elina Szvitolina      | 1. kör    | J Alekszandrova       | 1. kör      | Denisa Allertová        |

## Pénzdíjak
| Év      | GS-győzelem | WTA-győzelem | Megnyert tornák | Pénzdíjazás (dollár) |      |
| ------- | ----------- | ------------ | --------------- | -------------------- | ---- |
| 2003    | 0           | 0            | 0               | 2630                 | 732. |
| 2004    | 0           | 0            | 0               | 58 010               | 166. |
| 2005    | 0           | 1            | 1               | 472 547              | 29.  |
| 2006    | 0           | 1            | 1               | 671 616              | 20.  |
| 2007    | 0           | 3            | 3               | 1 960 354            | 4.   |
| 2008    | 1           | 3            | 4               | 3 119 640            | 4.   |
| 2009    | 0           | 0            | 0               | 914 725              | 16.  |
| 2010    | 0           | 2            | 2               | 774 025              | 24.  |
| 2011    | 0           | 1            | 1               | 746 925              | 28.  |
| 2012    | 0           | 0            | 0               | 1 001 752            | 16.  |
| 2013    | 0           | 0            | 0               | 1 055 383            | 24.  |
| 2014    | 0           | 4            | 4               | 2 317 649            | 12.  |
| 2015    | 0           | 0            | 0               | 1 398 722            | 21.  |
| 2016    | 0           | 0            | 0               | 516 809              | 68.  |
| Karrier | 1           | 14           | 15              | 15 510 787           | 20.  |

## Díjai, elismerései
- Most Improved Players (a legtöbbet fejlődő játékos): 2005, 2007[10]
- Karen Krantzcke sportszerűségi díj: 2007[10]
- Diamond Aces: 2008[10]
- German Tennis Magazine Michael Westphal Award 2008
- International Tennis Writer's Association Ambassador of the Year 2008
- Sony Ericsson WTA Tour Humanitarian Award (2009)
- A Szerb Olimpiai Bizottság által adományozott Az év női csapata díj a szerb Fed-kupa csapatnak (2012)
- Szerbia legjobb női teniszezője díj (2012)
- A Szerb Tenisz Szövetség Pride of the Nation díja
- Jana Novotná-díj (2021)[11]